# Palmerio Ariu
Palmerio Ariu (Mogoro, 2 aprile 1939 – Sesto Pusteria, 26 agosto 1965) è stato un carabiniere italiano; rimase vittima di un attentato terroristico di matrice separatista altoatesina.

## Biografia
Restato orfano di padre da bambino, insieme a un fratello e tre sorelle, si arruolò nel 1961 e fu assegnato in forza prima alla Stazione di Prato alla Drava, poi a quella di Villabassa per essere infine destinato a quella di Sesto Pusteria, tutte nella giurisdizione della Tenenza di San Candido.

## L'agguato
Poco dopo il rientro da un servizio di pattugliamento, la Caserma in cui si trovava, sede della locale Stazione dell'Arma, fu fatta segno di raffiche di mitra esplose dall'esterno da distanza ravvicinata.
Ariu si trovava in quel momento nella cucina della Caserma; gli attentatori spararono, da una distanza di circa tre metri, 33 colpi con armi automatiche. Colpito da sette pallottole, Ariu morì all'istante, mentre il suo collega Luigi De Gennaro, immediatamente accorso in suo ausilio, morì poco dopo, all'arrivo in ospedale, per le ferite riportate.
Una ragazza abitante nei pressi, tale Elizabeth Innerkofler, aveva notato dei giovani distesi sull'erba nel prato circostante la Stazione e, secondo alcune versioni, incrociandoli nella fuga dopo gli spari, i terroristi avrebbero provato a uccidere anche lei, senza però colpirla.
I terroristi si diedero alla fuga; alle ricerche partecipò anche il IV Corpo d'Armata dell'Esercito, agli ordini del Generale Carlo Ciglieri.

## Contesti, reazioni e indagini
Proprio lo stesso giorno dell'attentato, a proposito dei moti indipendentisti da tempo ormai frementi nel territorio della provincia di Bolzano il presidente del Consiglio Aldo Moro aveva incontrato in segreto a Cavalese il cancelliere austriaco Josef Klaus; questi escluse l'ingerenza del suo paese in una questione che lasciava all'Italia, che avrebbe dovuto così vedersela con la SVP (Südtiroler Volkspartei), restando però l'Austria disponibile per la conclusione della controversia. L'incontro seguiva un lungo periodo di tensioni e contrasti fra i due paesi. Poche ore dopo la sua conclusione si ebbe l'attentato; non era la prima volta che episodi terroristici si verificavano in concomitanza con possibili avvicinamenti fra Roma e Vienna. Il collegamento fu proposto dal Sued Ost Tagespost, giornale di Graz che rivelò il vertice Moro-Klaus a una settimana dai fatti.
I terroristi appartenevano verosimilmente a un'organizzazione separatista sud-tirolese denominata Befreiungsausschuss Südtirol, anche detta "BAS" e fondata nel 1956 da Sepp Kerschbaumer con il fine dell'autodeterminazione dell'Alto Adige attraverso la secessione dall'Italia e l'annessione all'Austria.
Prima di questo agguato, vi erano stati attentati con esiti mortali per lo più accidentali, in questo caso, invece, come già per l'omicidio del carabiniere Vittorio Tiralongo, nel 1964, l'uccisione era obiettivo palese dei terroristi. Le indagini portarono all'identificazione di quattro individui già noti alle Forze dell'Ordine, poi denominati i «quattro bravi ragazzi della Valle Aurina»; ad essi si ascrisse anche l'omicidio del carabiniere Tiralongo. Si poté individuarne la base in Austria, a Innsbruck, e già dal febbraio 1965 se ne conosceva il luogo di lavoro, in Austria, fra il Vorarlberg e la  Baviera. Condannati tutti all'ergastolo nel 1971 per altri atti terroristici, non si trovarono mai prove che li incriminassero per questo; grazie anche alla testimonianza della Innerkofler, che pare ne avesse riconosciuto due, fu spiccato un mandato di cattura per omicidio plurimo (dei due Militi) e tentato omicidio (della Innerkofler), ma i quattro - come anche testimoniato da un contadino di San Candido - si erano dati alla fuga in Austria. In epoca molto successiva, per i quattro supposti responsabili, fu chiesta la grazia.
Ai funerali di Stato celebrati a Bolzano, in cattedrale, presero parte circa 50.000 cittadini, alla presenza del ministro della difesa Giulio Andreotti; un aereo sorvolava il corteo lanciando fiori. A Roma, contemporaneamente, l'incaricato d'affari dell'ambasciata d'Austria veniva convocato al ministero degli esteri, ove gli veniva notificata «la profonda indignazione dell'opinione pubblica italiana per il nuovo atto criminale a danno ed offesa di militi delle benemerite forze dell'ordine, rilevando come all'origine di atti terroristici di tale genere non appaiano estranei certi incitamenti da parte di ambienti e persone nella vicina Repubblica».
Sesto Pusteria era sino ad allora un paese estraneo ai fervori irredentisti: quando a seguito degli attentati del 1961 tutta la regione era stata sottoposta a misure di controllo e prevenzione, il Comandante della Stazione dei Carabinieri aveva personalmente garantito sul suo onore l'estraneità dei Sestesi, allora composti di pochi italiani e circa 1.500 cittadini di etnia germanica, consentendo che il Villaggio potesse continuare a vivere in tranquillità.
In questo contesto secessionista, Ariu fu uno dei diversi giovani militari originari della Sardegna caduti per mano di terroristi in Trentino-Alto Adige.

## Onorificenze e memoria
Il 15 ottobre 2015, con una solenne cerimonia, è stata intitolata alla memoria di Palmerio Ariu la piazza davanti alla sede della Compagnia dei Carabinieri di Mogoro. Anche il retrostante parco pubblico è intitolato alla sua memoria.